# Paul Niggli

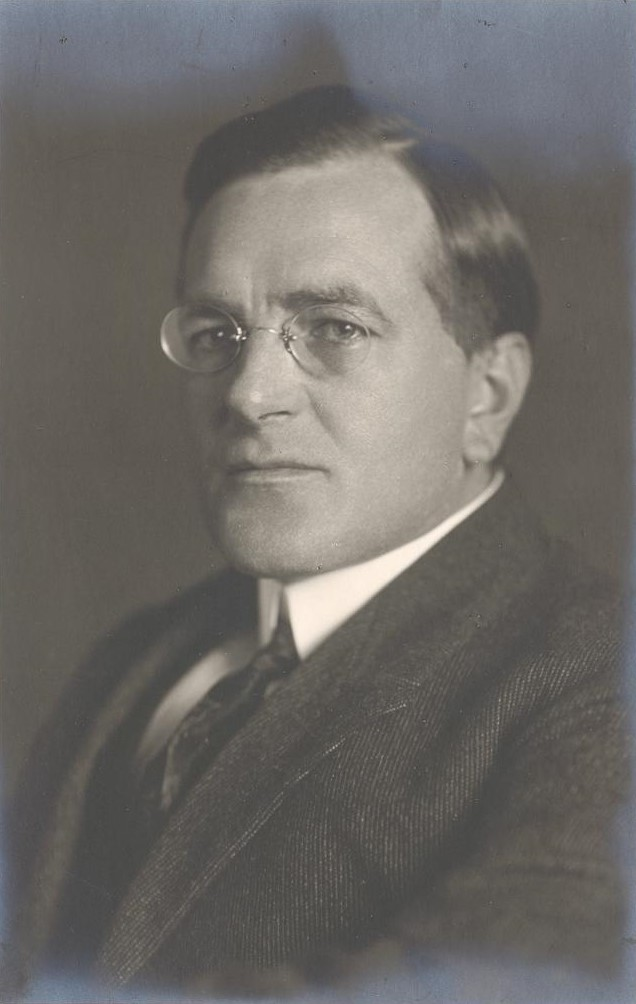
Paul Niggli, Foto von Franz Schmelhaus, 1924 (Zentralbibliothek Zürich)

Paul Niggli (* 26. Juni 1888 in Zofingen; † 13. Januar 1953 in Zürich) war ein Schweizer Geowissenschaftler und Kristallograph.

## Leben und Werk
Niggli ging in Zofingen zur Schule (sein Vater war Rektor der Bezirksschule in Zofingen) und an der Kantonsschule Aarau. Ab 1907 studierte er an der ETH Zürich Naturwissenschaften, unter anderem bei Albert Einstein und Pierre-Ernest Weiss. Nach dem Abschluss 1911 war er kurz Assistent an der TH Karlsruhe am physikalisch-chemischen Institut und der Promotion 1912 an der Universität Zürich war er als Post-Doktorand am Geophysikalischen Labor der Carnegie Institution in Washington, D.C. 1913 wurde er an der ETH Zürich habilitiert und war dort Privatdozent und 1914 Privatdozent an der Universität Zürich. 1915 wurde er außerordentlicher Professor an der Universität Leipzig und 1918 außerordentlicher Professor an der Universität Tübingen. Ab 1920 bis zu seiner Emeritierung 1953 war er ordentlicher Professor für Mineralogie und Petrographie an der ETH Zürich (als Nachfolger seines Lehrers Johann Ulrich Grubenmann), deren Rektor er 1928 bis 1931 war. Außerdem war er 1940 bis 1942 Rektor der Universität Zürich.
1927 führte er die Niggli-Werte zur Bewertung von Eruptivgesteinsanalysen ein.
In der Kristallographie lieferte Niggli wichtige Beiträge zur Symmetrielehre (Raumgruppen). Von ihm stammt der Begriff Gitterkomplex, der die Anordnung von Atomen im Kristallgitter wiedergibt und den Vergleich von Kristallstrukturen ermöglicht (Verwandtschaft von Kristallstrukturen).
1921 bis 1940 war er Redakteur der Zeitschrift für Kristallographie.
Sein Sohn Ernst Niggli war ebenfalls Geologe.

## Ehrungen und Mitgliedschaften
Im Dezember 1924 wurde er als korrespondierendes Mitglied in die Russische Akademie der Wissenschaften und in die Göttinger Akademie der Wissenschaften aufgenommen. Im Jahr 1932 wurde er zum Mitglied der Leopoldina gewählt. Seit 1936 war er korrespondierendes Mitglied der Sächsischen Akademie der Wissenschaften. Zudem war er Ehrenbürger der TH Karlsruhe.
1946 wurde Niggli korrespondierendes Mitglied der Académie des sciences und 1950 der Bayerischen Akademie der Wissenschaften. Er war Mitglied der Schweizer Geotechnischen Kommission und der Schweizer Geologischen Kommission. Er war Gründungsmitglied des Schweizer Nationalfonds und initiierte die Paul-Niggli-Stiftung, die ab 1988 die Paul-Niggli-Medaille ihm zu Ehren verleiht.
Das Mineral Niggliit ist nach ihm benannt, ebenso wie der Dorsum Niggli auf dem Erdmond, die Niggli-Nunatakker im ostantarktischen Coatsland und das Nigglifirnfeld im ostantarktischen Viktorialand.

## Werke
- Geometrische Kristallographie des Diskontinuums. Borntraeger, Leipzig 1919.
- Lehrbuch der Kristallographie. 2. Auflage. Gebrüder Borntraeger, 1924.
  - 3. Auflage als Lehrbuch der Mineralogie und Kristallographie. 2 Bände. Gebrüder Borntraeger 1941, 1942 (Teil 2: Kristalloptik und Strukturbestimmung)
- Tabellen zur allgemeinen und speciellen Mineralogie. Gebrüder Borntraeger, 1927
- Chemismus schweizerischer Gesteine. Bern 1930
- Krystallographische und strukturtheoretische Grundbegriffe. In: Wilhelm Wien u. a.: Handbuch der Experimentalphysik. Band 7,1. Akademische Verlagsgesellschaft, Leipzig 1928.
- mit Paul Johannes Beger Gesteins- und Mineralprovinzen. Band 1 (Einführung, Zielsetzung, Chemismus der Eruptivgesteine, insbesondere der Lampophyre). Gebrüder Borntraeger, Berlin 1923
- mit M. Gschwind Untersuchungen über die Gesteinsverwitterung in der Schweiz. Bern 1931.
- Von der Symmetrie und von den Baugesetzen der Kristalle. Akademische Verlagsgesellschaft, Leipzig 1941.
- Gesteine und Minerallagerstätten. 2 Bände. Birkhäuser 1948, 1952 (Band 1: Allgemeine Lehre von den Gesteinen und Minerallagerstätten, Band 2: Exogene Gesteine und Minerallagerstätten), unter Mitarbeit von Ernst Niggli.
- mit Robert Lüling Parker Die Mineralien der Schweizeralpen, Herausgeber Geotechnische Kommission der Schweizerischen Naturforschenden Gesellschaft, Basel. 2 Bände. Wepf 1940
- Rocks and mineral deposits. Freeman, San Francisco 1954.
- Das Magma und seine Produkte. Unter besonderer Berücksichtigung des Einflusses der leichtflüchtigen Bestandteile, Band 1: (Physikalisch-chemische Grundlagen). Akademische Verlagsgesellschaft, Leipzig 1937.
- Ore deposits of magmatic origin; their genesis and natural classification. Van Nostrand, 1929
- mit Ulrich Grubenmann Die Gesteinsmetamorphose. Gebrüder Borntraeger, 1924.
- Probleme der Naturwissenschaften: erläutert am Begriff der Mineralart. Birkhäuser, 1949.
- Grundlagen der Stereochemie. Birkhäuser, 1945
- Schulung und Naturerkenntnis. Rentsch, Erlenbach 1945.